# 山岡龍孔
山岡 龍孔（やまおか たつただ、本名：山岡龍矢は、日本の現代美術作家、写真作家、カメラマン、デザイナー、アートプロデューサー。所属事務所 SPIL奈良県生まれ、東京都在住。

## 経歴
- ヴァイオリンや画家の心得のある祖父を持ち、幼少の頃より絵画・文章等、コンテスト多数受賞、小学5年生の頃より写真に目覚める。
- 元々彼の周りには風景写真や仏像写真の世界で著名な作家が多数居た環境があり、それ故写真を自然に学べた側面もある。それ故か彼の作品は、自由であり様々な技法を駆使していて、尚且つ仏像写真から学んだかと感じさせるカットが時折見られる。一見自由奔放に纏まりが出来そうに無い撮影技法なのに、不思議と纏まるのは、それらの基本的な影響にあるのだろう。それが彼の持ち味である。
- 高校の頃イラストレイター、ライター（小学館春風 - グランプリ受賞）より写真への過渡期を経て転向。学院大卒業後、広告事務所デザイナーと風景カメラマンのアシスタント経験後、広告カメラマンとして活動。ファッション、イメージを中心に企画から撮影まで制作。広告写真撮影をし、85年頃よりデザインのディレクションも行う。後にデザインも習得しデザイナーとしての活動もある。qooryu・山岡龍矢・TATSUYAでの活動歴もある。

92年独立し遊☆get事務所を名乗る。
- コニカフォトギャラリー大阪

1995年4月 当時の写真誌ブームの折、関西で後にタレントとなった人物撮影の作品を見た編集者からの誘いで、東京にてグラビアカメラマンとしてデビュー。以降東京神楽坂へ活動を移す。
1999年 12月遊☆get名称変更SPIL
2010年 米国法人Nextar,Inc.の事業に参加、運営を広げる事となる。退任
2014年 フリーとなり個人事務所名SPILに戻る
2015年 NRプロモーション専務取締役就任
2016年2月23日 contemporary art作家としギャラリー新宿座にて個展開催
以後現代美術作家とし活動。
2017年～ドレス・着物の撮影が好評にて増加。
出典　口コミサイト

## 作品展
- 1989 - 96年 遊景写真展に出品。一回秋開催
- 1991年 ジャスコにて写真展
- 1996年3月20日 フォトスペース光陽(東京都 市谷) -IceDolls'96-
- 1996年9月27日 - 10月7日 コニカプラザ・サッポロ(北海道 札幌市)
- 1996年11月14日 - 11月20日 コニカフォトギャラリー(大阪 心斎橋)
- 2016年2月23日-28 ギャラリー新宿座-個展山岡龍矢- contemporary art

## 代表作品
- 1995年 一眼レフを使いこなす 玄光社刊 見本写真提供
- 1996年 桜井かほる19歳 Kasha誌 竹書房刊 96/3/12号
- 1996年 ギリギリガールズ 「デジタルペット」週刊大衆 双葉社刊
- 1997年 IceDoll]s -Yin&Yang- 写真集出版  (ISBN 978-4924937666)
- 1995年頃から撮り続けている永奈野まゆみは、彼としては最も作品数が多い。
- 青人社刊の「おとこの遊び専科」「ドリブ」等の連載は、評価が高い。特に「おとこの遊び専科」月2本の連載は話題性も生む。浅野宮子・松本明子・松岡恵美・桜井かほる・永奈野まゆみ・etc
- 大人の特選街連載時荒井まどかや神楽坂こねこ(表紙巻頭 後の神楽坂ケイ)を撮影した回は、特に評価が高い。
- 2006年 9/29 - 30及川奈央の遊具施設機械用スチール撮影を担当。写真集並みのカット数、クオリティ。現在未公開。噂を聞き発売日等、あった模様だが経過は不明。後に出た近い企画の遊具施設機械は彼の作品ではない。及川奈央の作品は他にも数点ある。
- Fujibambi Cup 2007 大賞受賞-広告写真-[1]
- 他に多くのタレントのプロフィール用写真を撮影しており、特に葉里真央・時見愛子などの写真は等身大ポスター（非売品）となった程。彼のプロフィール写真は爽やかと評価。
- デザインのアートディレクターとして雑誌や広告などのデザインを手掛ける。2004年から2008年にLINCOSなど専属でアートディレクションを担当。
- カンパニーロゴデザインとしてはTPC (東京プロデュースセンター)社名ロゴデザインなどある。TPCサイトのWeb企画・構築・デザインも担当。
- 2012年　神楽坂にてSPIL-Arrangement room-開設
- 2013年　月刊「planet」創刊全撮影を手掛ける。

## 雑誌取材記事
- Focus 新潮社刊 1997/8/6号 映像面で関わるスパイスガールズ「WANNABE」日本カバーCDプロモーションのイベントにて自らのパフォーマンス中、"Focus"され掲載される。アーティストHAKO レーベル:メルダック同CDジャケット・ポスターも担当。
- Custom People 2004/5月号 P68~69 ライフスタイルの取材を受ける。
- anan マガジンハウス 1996/4月号 P173写真展の紹介

## 受注企業
- 集英社
- 宝島社
- 双葉社
- KKベストセラーズ
- 竹書房
- 玄光社
- 青人社
- 英知出版
- ミリオン出版
- 美容室 MAX神楽坂やA・One表参道など
- SHARP大和郡山
- AEONグループ
- LINCOS
- 茨城新聞社
- メルダック
- アリーナレコード 他

※2次クライアント(孫受けなど)を含む